# Fylkesväg 889
Fylkesväg 889 (norska: Fylkesvei 889) är en primär fylkesväg i Finnmark fylke i norra Norge som går mellan orten Smørfjord i Porsangers kommun och tätorten Havøysund i Måsøy kommun. Den passerar genom kommunerna Porsanger, Hammerfest och Måsøy.
Vägen är totalt 88,2 kilometer lång, inklusive förgreningar. Den är asfalterad och passerar bland annat genom orterna Kokelv och Snefjord.
Sträckan mellan Kokelv och Havøysund har status som en nationell turistväg (Havøysund).

## Anslutningar
Fylkesväg 889 ansluter till:
- Europaväg 69 (vid Smørfjord)